# Simon Tibbling
Simon Tibbling (ur. 7 września 1994 w Sztokholmie) – szwedzki piłkarz grający na pozycji pomocnika w Randers FC.

## Kariera klubowa
Treningi piłkarskie rozpoczął w wieku 6 lat w Grödinge SK, z którego w wieku 9 lat trafił do IF Brommapojkarna. W 2011 przeszedł do Djurgårdens IF. W pierwszej drużynie tego klubu zadebiutował 29 kwietnia 2012 w zremisowanym 1:1 meczu z Kalmar FF. 11 września 2012 podpisał czteroipółletni kontrakt z tym zespołem. 
W listopadzie 2014 podpisał czteroipółletni kontrakt z FC Groningen obowiązujący od 1 stycznia 2015. W holenderskim klubie zadebiutował 16 stycznia 2015 w przegranym 0:2 meczu z Ajaksem. W sezonie 2014/2015 wraz z drużyną zdobył puchar kraju.
W lipcu 2017 podpisał pięcioletni kontrakt z Brøndby IF. W duńskim klubie zadebiutował 6 sierpnia 2017 w wygranym 1:0 meczu z FC København, w którym strzelił gola. W sezonie 2017/2018 zdobył z klubem Puchar Danii. Łącznie w barwach Brøndby w lidze duńskiej rozegrał 90 spotkań, strzelając w nich 9 goli.
27 lipca 2020 został zawodnikiem holenderskiego FC Emmen. W tym zespole swój pierwszy mecz rozegrał 13 września 2020 z VVV Venlo (3:5). Latem 2021 przeszedł do Randers FC.

## Kariera reprezentacyjna
Młodzieżowy reprezentant Szwecji w kadrach od U-17 do U-21. W 2015 roku wraz z kadrą U-21 wziął udział w mistrzostwach Europy, które Szwedzi wygrali po pokonaniu w finale Portugalii po rzutach karnych. Tibbling zagrał w tym turnieju w 4 meczach i strzelił 2 gole (w spotkaniach grupowych z Danią i Portugalią). Rok później wystąpił na igrzyskach olimpijskich, na których rozegrał wszystkie 3 mecze grupowe, po których Szwedzi odpadli z rywalizacji. W 2017 roku ponownie zagrał na mistrzostwach Europy U-21, na których Szwedzi nie wyszli z grupy po 2 remisach i porażce (Tibbling wystąpił w zremisowanych spotkaniach z Anglią i Polską). Był jedynym zawodnikiem szwedzkiej kadry, który brał udział także w zawodach w 2015.
W dorosłej reprezentacji zadebiutował 8 stycznia 2019 w przegranym 0:1 meczu z Finlandią.

## Życie osobiste
Jego idolem sportowym jest Andrés Iniesta, a ulubionym klubem – Liverpool F.C. Po pierwszym treningu chciał zrezygnować z piłki nożnej, jednak jego matka przekonała go, kupując mu dwie paczki kart z postaciami z serialu „Pokemon”, które wówczas kolekcjonował, w zamian za pójście na kolejny trening.